# Supreme Court of Florida

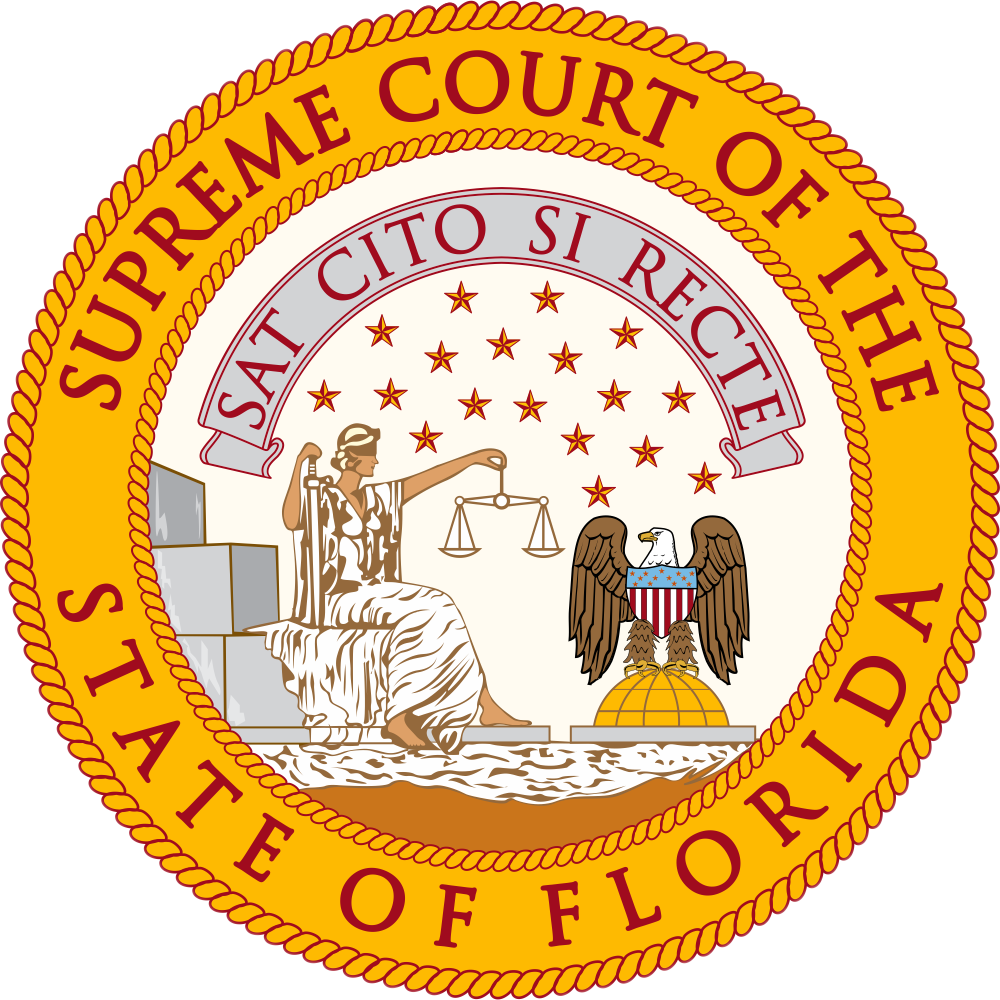
Siegel des Supreme Court of Florida

Der Supreme Court of Florida ist der Oberste Gerichtshof des US-Bundesstaates Florida. Er setzt sich aus sieben Richtern zusammen.

## Grundlegendes
Der Oberste Gerichtshof von Florida ist das höchste und damit die letzte Instanz in den Gerichten des Bundesstaates Florida. Es befindet sich in Tallahassee und existiert seit 1845.

### Richter

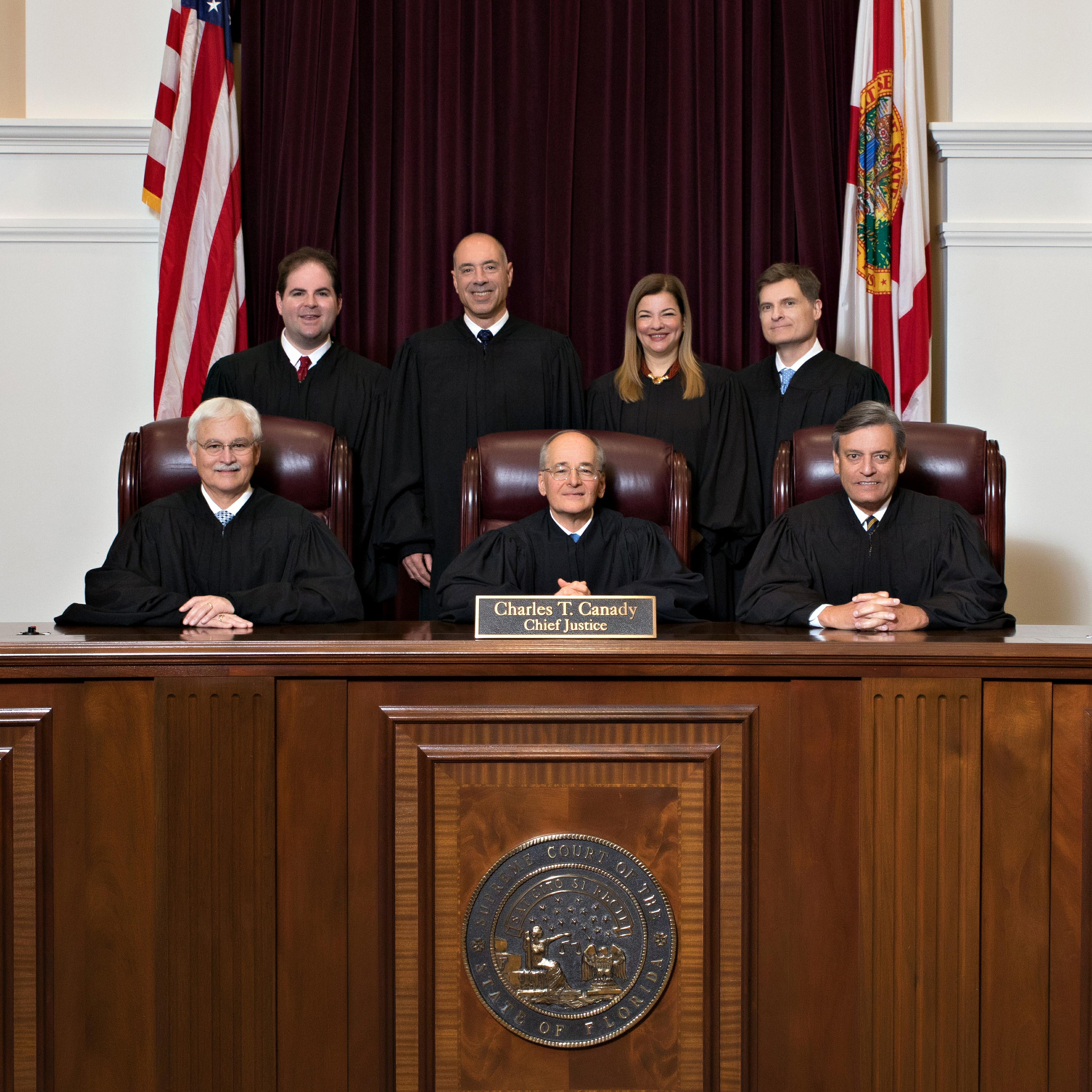
Die Richter des Supreme Court of Florida im Jahr 2019

Fünf Mitglieder werden aus fünf Distrikten im ganzen Bundesstaat ausgewählt, um die geografischen Regionen gleichberechtigt zu fördern. Zwei Richter werden für den kompletten Bundesstaat ausgewählt.
Die Richter werden vom Gouverneur von Florida ernannt, für eine Amtszeit, die sechs Jahre nicht überschreiten. Unmittelbar nach der Ernennung beträgt die anfängliche Amtszeit drei Jahre oder weniger, da die Richter bei den nächsten Wahlen, die mehr als ein Jahr nach ihrer Ernennung stattfinden, auf dem Stimmzettel stehen müssen. Danach haben sie eine Amtszeit von sechs Jahren und bleiben im Amt, wenn sie gegen Ende jeder Amtszeit bei den allgemeinen Wahlen beibehalten werden. Die Bürger stimmen darüber ab, ob sie jeden Richter im Amt behalten wollen oder nicht.
Die obersten Richter werden von den Mitgliedern des Gerichtshofs für zwei Jahre gewählt, die in jedem geraden Jahr enden.

### Aktuelle Richter
| Titel             | Name            | Tätig seit         | Ernannt von   |
| ----------------- | --------------- | ------------------ | ------------- |
| Chief Justice     | Carlos G. Muñiz | 22. Januar 2019    | Ron DeSantis  |
| Associate Justice | Charles Canady  | 8. September 2008  | Charlie Crist |
| Associate Justice | Jorge Labarga   | 6. Januar 2009     | Charlie Crist |
| Associate Justice | John D. Couriel | 1. Juni 2020       | Ron DeSantis  |
| Associate Justice | Jamie Grosshans | 14. September 2020 | Ron DeSantis  |
| Associate Justice | Renatha Francis | 1. September 2022  | Ron DeSantis  |
| Associate Justice | Meredith Sasso  | 25. Mai 2023       | Ron DeSantis  |